# Kofi Yevakpor
Kofi Yevakpor (né le 14 juin 1972) est un athlète ghanéen.

## Palmarès
| Date | Compétition            | Lieu   | Résultat | Épreuve   | Performance |
| ---- | ---------------------- | ------ | -------- | --------- | ----------- |
| 1993 | Championnats d'Afrique | Durban | 1er      | 4 x 100 m | 39 s 53     |

## Records
| Épreuve    | Performance | Lieu      | Date           |
| ---------- | ----------- | --------- | -------------- |
| 100 mètres | 10 s 54     | Flagstaff | 6 juillet 2000 |
| 200 mètres | 20 s 92     | Flagstaff | 4 juillet 2000 |